# Antonio Baslini
Antonio Baslini (Milano, 19 giugno 1926 – Milano, 25 marzo 1995) è stato un giornalista, politico e imprenditore italiano.

## Biografia
Laureato nel 1949 in chimica industriale all'Università degli Studi di Milano, si occupò di aziende e iniziative industriali e fu presidente e amministratore delegato della Baslini spa, industria chimica.
Nel periodo della Resistenza (1943) entrò nel Partito Liberale Italiano, e come liberale venne eletto consigliere comunale a Milano nel 1960, poi nel 1963 deputato nella circoscrizione Milano-Pavia. In seguito fu rieletto alla Camera nel 1968, nel 1972, nel 1979 e nel 1983. È stato presidente della giunta per le elezioni della Camera dei deputati e dal 1979 fu più volte sottosegretario nei governi di pentapartito.
Ha presentato una serie di progetti di legge; alcuni di essi sono divenuti leggi importanti, altri hanno precorso la successiva approvazione di leggi analoghe.
Baslini aveva presentato, già negli anni sessanta, un progetto di legge contro l'immunità parlamentare, uno per l'introduzione dell'ora legale (divenuto legge nel 1965), uno per la disciplina dei casi di divorzio (poi unificato con quello del socialista Loris Fortuna, divenuto legge nel 1970 e noto come legge Fortuna-Baslini) e nel marzo del 1985 un progetto di legge per la riforma del sistema elettorale, centrato sull'abolizione del proporzionale, sull'introduzione del maggioritario su collegi uninominali a due turni per deputati e senatori.
Come giornalista, ha diretto per molti anni La Tribuna, organo del Partito Liberale, e successivamente la rivista Alleanza, periodico dell'area laica. È stato vicepresidente nazionale del PLI e, dopo il suo scioglimento nel 1994, Presidente d'onore della Federazione dei Liberali, fino alla malattia che lo portò alla morte.
Il suo nome è stato trovato nella lista degli iscritti alla loggia massonica P2.